# 中川重春
中川 重治（なかがわ しげはる、1890年（明治23年）6月16日 - 1963年（昭和38年）11月5日）は、日本の政治家。衆議院議員、初代（旧）男鹿市長。

## 来歴・人物
秋田県出身。旧制秋田中学校を中退。中退後は早稲田大学専門部政治経済科に学び、樺太庁嘱託となる。
その後、帰郷し海運業を営み、中川汽船、船川電気などを創業し、各社長に就任。羽後銀行（現・北都銀行）取締役、中川合資会社、東北木材興業各社長。この他に船川港信用販売購買利用組合長、船川港漁業組合長などを務めた。
政治面では船川港町議、南秋田郡議、秋田県議を歴任し、1936年の第19回衆議院議員総選挙で秋田1区（当時）から立憲民政党公認で立候補して当選。以来連続4期務める。1942年の翼賛選挙では非推薦で立候補して当選した。この間、1937年から1946年まで船川港町長を務めた。その後、第1次吉田内閣の逓信政務次官を務めた。1947年の第23回衆議院議員総選挙には公職追放に該当するため立候補しなかった（追放時は民主党）。
1950年追放解除。1954年に男鹿市が発足すると、初代（旧）男鹿市長に就任し、1期務めた。1959年海事功労者として藍綬褒章を受章した。